# واکنش افزایشی هسته‌دوستی
واکنش افزایشی هسته دوست(به انگلیسی: Nucleophilic addition) گونه ای از واکنش افزایشی در شیمی آلی است که در آن یک پیوند پی در یک ترکیب شکسته شده و در عوض دو پیوند سیگما با افزایش یک هسته دوست به وجود می آید.به عنوان نمونه واکنش افزایشی هسته دوست به یک گروه کربونیل در زیر نشان داده شده است.